# Mordechaj Dawid Brandstaetter
Mordechaj Dawid Brandstaetter, także Brandstätter, Brandstädter (ur. 1844 w Brzesku, zm. 1928 w Tarnowie) – żydowski pisarz tworzący w języku hebrajskim, maskil i przemysłowiec działający w Tarnowie. 

## Życiorys
Mordechaj Dawid Brandstaetter urodził się w 1844 roku w Brzesku. Otrzymał tradycyjne wykształcenie religijne m.in. w chederze. Ze względu na zaaranżowane małżeństwo przeniósł się młodo do Tarnowa, gdzie kontynuował naukę, po czym zaangażował się w działalność przemysłową, z czasem zostając najważniejszym przedsiębiorcą w regionie. Udzielał się również społecznie, należał do zarządu gminy żydowskiej w Tarnowie, był także asesorem sądowym.
Został zwolennikiem haskali, dzięki częstym podróżom w latach 1867–1868 do Warszawy poznał twórczość Abrahama Mapu, Izaaka Bera Lewinsona, Abrahama Bera Lebensohna i Jehudy Lejba Gordona. W 1869 roku ukazały się jego pierwsze opowiadania na łamach periodyku „Ha-Szachar” redagowanego przez Pereca Smolenskina, w których satyrycznie przedstawiał postaci chasydów i cadyków. W swoich utworach piętnował m.in. interesowność. Z początkiem lat 90. XIX wieku odszedł od opowieści, w których przedstawiał oświeceniowych bohaterów przechytrzających tradycyjną społeczność przedstawioną w krzywym zwierciadle, na rzecz bardziej realistycznych opisów życia. Z czasem jego utwory zaczęły także odzwierciedlać zainteresowanie autora ruchem syjonistycznym, nie popadając jednak w czystą propagandę ruchu.
W okresie I wojny światowej uciekł do Wiednia przez Pragę. Po wojnie powrócił do Tarnowa, gdzie stracił przez konflikt zbrojny większość majątku. Zaczął tworzyć aforyzmy, które w większości ukazały się na łamach nowojorskiego periodyku „Ha-Doar”. Jego twórczość przełożono język polski, jidysz, rosyjski i angielski.
Zmarł w 1928 roku w Tarnowie. 
Jego synem był nauczyciel i literat Michał Brandstätter, a wnukiem pisarz Roman Brandstaetter. 